# 後鼻雷獸
後鼻雷獸（學名：Metarhinus）是一屬雷獸。牠們生存於4620-4040萬年前始新世的北美洲。後鼻雷獸估計重達210.6公斤。